# Scaevola calliptera
Scaevola calliptera är en tvåhjärtbladig växtart som beskrevs av George Bentham. Scaevola calliptera ingår i släktet Scaevola och familjen Goodeniaceae. Inga underarter finns listade i Catalogue of Life.